# Tadeusz Krawczuk
Tadeusz Krawczuk (ur. 19 stycznia 1924 w Białymstoku, zm. 8 maja 1949 w Ząbkach) – chorąży, uczestnik II wojny światowej w szeregach Armii Czerwonej i Wojska Polskiego, funkcjonariusz aparatu bezpieczeństwa PRL.

## Życiorys
Urodził się w rodzinie Jana i Heleny Krawczuków. W 1940 został deportowany w głąb ZSRR. W 1941 wstąpił do Armii Czerwonej, w styczniu 1943 został ranny w bitwie pod Stalingradem. Następnie wstąpił do 1 DP im. T. Kościuszki. Uczestnik bitwy pod Lenino, szef kompanii zwiadu konnego. 27 lipca 1944 wstąpił do Polskiej Partii Robotniczej. Ponownie ranny w walkach o przełamanie Wału Pomorskiego. Po wojnie służył w Informacji Wojskowej, w marcu 1946 zdemobilizowany. Od 30 kwietnia 1946 funkcjonariusz WUBP w Białymstoku, referent Wydziału I, następnie Wydziału IV. W lipcu 1947 na własną prośbę przeniesiony do pracy w Referacie III do walki z bandytyzmem w Wysokiem Mazowieckiem.
Będąc starszym sierżantem pracował jako referent powiatowego urzędu bezpieczeństwa publicznego Wysokie Mazowieckie na Białostocczyźnie. Kierował w tym okresie między innymi grupą operacyjną UBP-KBW która dokonała prowokacji w wyniku której zginął Władysław Żwański pseudonim Błękit, komendant Okręgu NZW Białystok i jego adiutant, niezidentyfikowany żołnierz NZW o pseudonim "Zawisza". Do strzelaniny doszło 1 lipca 1948, we wsi Dąbrowa-Tworki. Czterej członkowie NZW zostali zwabieni pod pozorem spotkania z żołnierzami Armii Krajowej i ostrzelani przez dowodzony przez Krawczuka 10-osobowy oddział żołnierzy Korpusu Bezpieczeństwa Wewnętrznego. Z miejsca zdarzenia udało się zbiec: Tadeuszowi Malinowskiemu pseudonim "Bimbo" oraz Czesławowi Tymińskiemu pseudonim "Mściwy". 
Za akcję likwidacji Błękita, Tadeusz Krawczuk został odznaczony Krzyżem Walecznych, awansowany do stopnia chorążego, oraz otrzymał nagrodę pieniężną. Był uczestnikiem kursów Centrum Wyszkolenia Ministerstwa Bezpieczeństwa Publicznego w Legionowie. Zginął w wypadku kolejowym, próbując pod wpływem alkoholu zatrzymać przejeżdżający pociąg. 
Według legendy wykreowanej przez niektórych historyków w okresie PRL-u, został rozpoznany przez Tadeusza Malinowskiego oraz Czesława Tymińskiego i bestialsko zamordowany przez syna Władysława Żwańskiego, porucznika Zbigniewa Żwańskiego pseudonim Noc. 

## Odznaczenia
- Krzyż Walecznych (dwukrotnie)[2]
- Order Sławy II stopnia
- Medal „Za zwycięstwo nad Niemcami w Wielkiej Wojnie Ojczyźnianej 1941–1945”
- Srebrny Medal „Zasłużonym na Polu Chwały”
- Medal za Odrę, Nysę, Bałtyk.